# 林场站 (中国铁路)
林场站位于南京市浦口区泰山街道，为京沪铁路、宁启铁路及林浦铁路车站，距离南京站14公里，建于1961年:258。车站是中国铁路上海局集团管辖的四等站，不办理客货运业务。

## 历史

### 初建与扩建
林场站站场西侧位置原为津浦铁路花旗营站。1958年津浦铁路江浦复线工程开工，新建花旗营出岔向西、经由永宁镇镇中心跨越滁河至东葛的津浦上行线。1961年复线化完工后花旗营站被撤销，同时铁路部门在原老山林场铁路林分场新设立林场站:249:157。
1961年4月南京长江大桥建设方案获得国家计划委员会批复。方案计划大桥采用宝塔桥方案，北引桥自林场站出岔。大桥开工后，铁道部开始规划南京铁路枢纽的新运输模式。南京铁路枢纽一期工程采用“桥渡并用”方案，计划改建林场站站场使其接入长江大桥。一期工程于1966年7月正式开工，1968年9月完成，同年10月1日与长江大桥铁路桥同时开通使用。1969年车站建设通往南京采石场、长5.7公里的专用线。
1969年11月开工的二期工程进一步扩建了车站站场，于1973年5月竣工。二期工程完工后，原南京铁路轮渡停航，所有列车改由长江大桥和林场站过江。
1993年5月由东葛站经永宁站至林场的津浦下行线滁河大桥完工后，原经由永宁镇北部的津浦老线拆除。
2006年5月车站京沪正线及林浦线电气化工程完工，并于同年6月25日投入运行。

### 接驳新线
2002年开工的宁启铁路原计划通过浦口接入南京枢纽，后改由通过建设线路上新设花旗营线路所出岔的联络线连接本站和上行的永宁镇站接入。2004年4月18日宁启铁路林场-扬州东区间通车。在2009年开工的宁启复线工程中，施工部门重建了A线，同时将既有B线路基进行微调并将其电气化。
2006年11月铁路部门开始宁西铁路南京枢纽接入工程。在施工过程中铁路部门新建林场至东葛的京沪铁路永宁上改线工程。上改线全长12.8千米，外包永宁镇站和新建的高里站，于2007年10月完工、11月23日启用。
京沪高速铁路在建设期间预留了通往林场站、连接宁启铁路的宁扬联络线，但由于宁启客流问题，该线一直没有动工建设。

## 车站结构
林场站站房面积共计5633平方米:258。
车站站场设有9个接发方向：京沪线的邻站为高里和南京，为上下行、自动闭塞行车，其中上行线外包高里站和永宁镇站；宁启线的邻站为浦口北站，与本站通过宁启A线（林场-浦口北方向）、B线（浦口北-林场方向）连接，为自动闭塞行车；林浦线邻站为浦镇站，上下行共三线，实行半自动闭塞行车；林高联络线（原京沪上行线）邻站高里站，为自动闭塞行车。另外车站还接驳扬子乙烯地方铁路。